# Meloboris alternans
Meloboris alternans är en stekelart som först beskrevs av Johann Ludwig Christian Gravenhorst 1829.  Meloboris alternans ingår i släktet Meloboris och familjen brokparasitsteklar. Arten är reproducerande i Sverige. Inga underarter finns listade i Catalogue of Life.